# Кузнецов Микола Іванович (ботанік)
Микола Іванович Кузнецов (рос. Николай Иванович Кузнецов) (* 5 (17) грудня 1864, Петербург — † 22 травня 1932, Ленінград) — російський та радянський ботанік, член-кореспондент Петербурзької АН (1904), член-кореспондент АН СРСР (1925).

## Біографія
Закінчив Петербурзький університет (1888). У 1888 — 1890 роках разом з О. В. Фоміним і М. А. Бушем здійснив кілька ботаніко-географічних експедицій по Кавказу.
Професор Юр'ївського (Тартуського) (1895–1915), Таврійського (1918–1921), Ленінградського (з 1921) університетів.

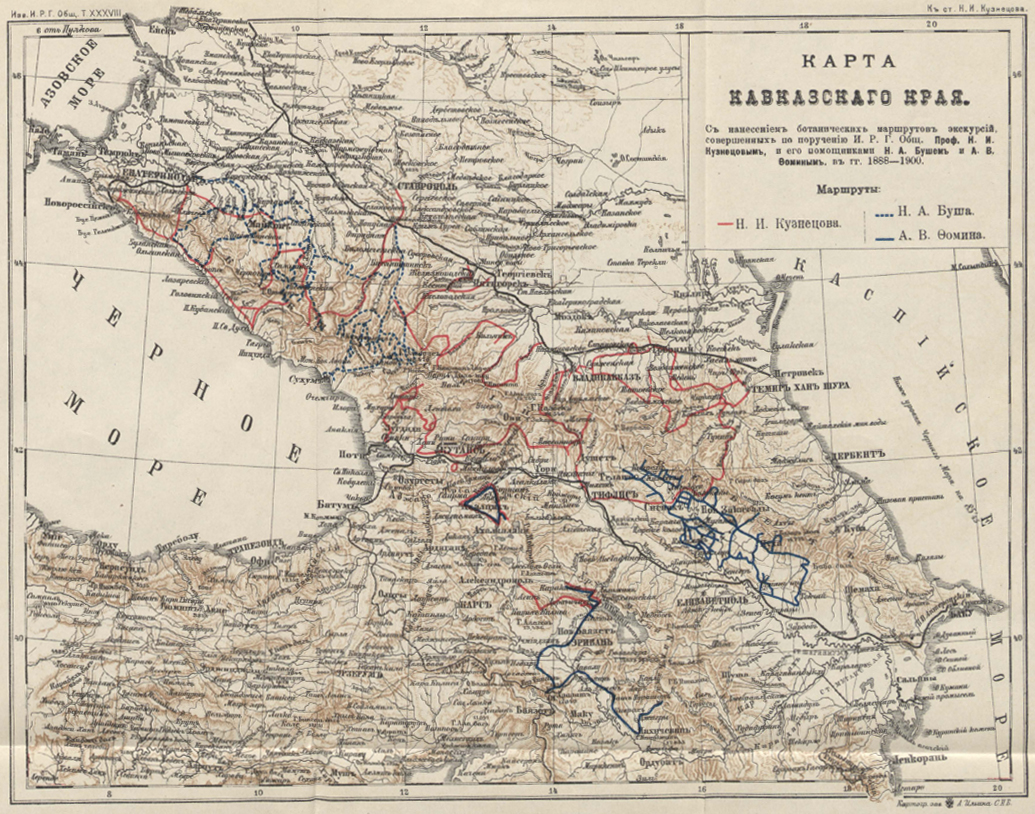
Мапа Кавказьких експедицій Кузнецова, Фоміна та Буша

Директор Нікітського ботанічного саду (1915 — 1918). Разом з Є. В. Вульфом створив у саду Ботанічний кабінет і Гербарій, організував закладку розплідника лікарських і ароматичних трав, заклав експозицію місцевої флори за запропонованою ним філогенетичною системою.
Один із засновників та перший декан фізико-математичного факультету Таврійського університету. Завідувач відділу геоботаніки Головного ботанічного саду в Ленінграді (з 1922). Організував відділ геоботаніки в Ботанічному інституті АН СРСР і завідував ним, провів велику роботу з складання геоботанічних карт різних районів СРСР.

## Наукові праці
М. І. Кузнецов опублікував близько 400 книг, статей, критичних оглядів, рефератів і рецензій, він був активним членом багатьох наукових товариств Росії та мав різні наукові нагороди (зокрема золоту медаль ім. П. П. Семенова-Тян-Шанського). Основні праці про флору і рослинність Кавказу, їх історію та географію, систематику і філогенію квіткових рослин, геоботанічне картографування. Автор поліфілетичної системи квіткових рослин (1914). Заснував один з перших російських ботанічних журналів — «Праці Ботанічного саду Юр'ївського університету» (1900–1914; в 1915–1917 — «Вісник російської флори»).

## Природоохоронна діяльність
Микола Іванович є одним з піонерів в галузі охорони природи в Росії — завдяки його діяльності вдалося зберегти пам'ятки природи на Кавказі.